# Gaidropsarus insularum
A Gaidropsarus insularum a csontos halak (Osteichthyes) főosztályának a sugarasúszójú halak (Actinopterygii) osztályába, ezen belül a tőkehalalakúak (Gadiformes) rendjébe és a Lotidae családjába tartozó faj.

## Előfordulása
A Gaidropsarus insularum az Atlanti-óceán és az Indiai-óceán déli részein található meg. A Dél-afrikai Köztársaság partjainál, Tristan da Cunha és Gough-sziget vizeiben, valamint Szent Pál- és Amszterdam-szigetek környékén.

## Megjelenése
Legfeljebb 34 centiméter hosszú.

## Életmódja
Ez a szubtrópusi hal, fenéklakó és nyílt tengeri. Néha az árapály által létrehozott parti tavakban is megtalálható. Nem vándorol.

## Felhasználása
A Gaidropsarus insularumot ipari mértékben halásszák.